# Résistance variable

Symbole d'une résistance variable.

En électricité, une résistance variable est une résistance dont la valeur est variable.
En fait, toutes les résistances sont variables, mais seules celles ayant une plage de variation significative sont désignées comme telles. De nombreux facteurs peuvent induire une variation de R en fonction de sa constitution.
Les plus courants sont les facteurs suivants :
- Mécanique : généralement une variation de la longueur du corps résistant. Il s'agit de jauges de déformation, potentiomètres ou rhéostats.
- Thermique : la température à laquelle est soumise la résistance (on parle alors de thermistance). On distingue les résistances à Coefficient de Température Positif (la résistance croit quand la Température augmente) et les résistances à C T Négatif ou (la résistance diminue pour une augmentation de T).
- Rayonnement : le rayonnement auquel est soumise la résistance. De nombreux modèles existent chacun est sensible à une gamme de rayonnement spécifique.
- Chimique : une substance (gaz, liquide, solide) mise en contact avec la résistance.
- Fréquence : la fréquence du courant électrique qui traverse la résistance, on parle d'impédance et non plus de résistance.
- Électrique : la varistance est une résistance dont la valeur chute à partir d'une tension de seuil.